# Earomyia hirtithorax
Earomyia hirtithorax är en tvåvingeart som först beskrevs av Aldrich 1925.  Earomyia hirtithorax ingår i släktet Earomyia och familjen stjärtflugor.
Artens utbredningsområde är British Columbia. Inga underarter finns listade i Catalogue of Life.